# Бриджгемптон (Нью-Йорк)
Бриджгемптон (англ. Bridgehampton) — переписна місцевість (CDP) в США, в окрузі Саффолк штату Нью-Йорк. Населення — 2953 особи (2020).

## Географія
Бриджгемптон розташований за координатами 40°57′3″ пн. ш. 72°18′48″ зх. д. / 40.95083° пн. ш. 72.31333° зх. д. (40.950702, -72.313334).  За даними Бюро перепису населення США в 2010 році переписна місцевість мала площу 35,31 км², з яких 33,70 км² — суходіл та 1,61 км² — водойми.

### Клімат
| Клімат : Бриджгемптон   | Клімат : Бриджгемптон | Клімат : Бриджгемптон | Клімат : Бриджгемптон | Клімат : Бриджгемптон | Клімат : Бриджгемптон | Клімат : Бриджгемптон | Клімат : Бриджгемптон | Клімат : Бриджгемптон | Клімат : Бриджгемптон | Клімат : Бриджгемптон | Клімат : Бриджгемптон | Клімат : Бриджгемптон | Клімат : Бриджгемптон |
| Показник                | Січ.                  | Лют.                  | Бер.                  | Квіт.                 | Трав.                 | Черв.                 | Лип.                  | Серп.                 | Вер.                  | Жовт.                 | Лист.                 | Груд.                 | Рік                   |
| Абсолютний максимум, °C | 19,4                  | 17,2                  | 26,1                  | 33,3                  | 33,9                  | 35,0                  | 38,9                  | 37,8                  | 34,4                  | 31,1                  | 23,9                  | 21,1                  | 38,9                  |
| Середній максимум, °C   | 3,8                   | 4,7                   | 8,3                   | 13,5                  | 18,9                  | 24,0                  | 27,2                  | 26,8                  | 23,1                  | 17,3                  | 12,1                  | 6,6                   | 15,6                  |
| Середня температура, °C | −0,4                  | 0,6                   | 3,9                   | 8,8                   | 13,9                  | 19,3                  | 22,5                  | 22,1                  | 18,2                  | 12,3                  | 7,6                   | 2,3                   | 10,9                  |
| Середній мінімум, °C    | −4,6                  | −3,6                  | −0,6                  | 4,2                   | 9,0                   | 14,6                  | 17,8                  | 17,3                  | 13,3                  | 7,3                   | 3,1                   | −1,9                  | 6,3                   |
| Абсолютний мінімум, °C  | −23,9                 | −24,4                 | −15,6                 | −10                   | −1,7                  | 2,2                   | 7,2                   | 5,0                   | 1,7                   | −5,6                  | −12,2                 | −21,1                 | −24,4                 |
| Норма опадів, мм        | 103                   | 93                    | 129                   | 115                   | 96                    | 105                   | 88                    | 102                   | 117                   | 104                   | 111                   | 111                   | 1274                  |
| Днів з опадами          | 9,9                   | 8,9                   | 10,2                  | 10,5                  | 10,7                  | 8,9                   | 7,9                   | 7,7                   | 8,1                   | 8,4                   | 9,5                   | 10,0                  | 110,7                 |
| Днів зі снігом          | 3,4                   | 2,9                   | 2,0                   | 0,3                   | 0,0                   | 0,0                   | 0,0                   | 0,0                   | 0,0                   | 0,0                   | 0,2                   | 1,7                   | 10,5                  |
| ----------------------- | --------------------- | --------------------- | --------------------- | --------------------- | --------------------- | --------------------- | --------------------- | --------------------- | --------------------- | --------------------- | --------------------- | --------------------- | --------------------- |
| Джерело: NOAA           |                       |                       |                       |                       |                       |                       |                       |                       |                       |                       |                       |                       |                       |

## Демографія
Згідно з переписом 2010 року, у переписній місцевості мешкало 1756 осіб у 748 домогосподарствах у складі 450 родин. Густота населення становила 50 осіб/км².  Було 2431 помешкання (69/км²).
Расовий склад населення:
| - 76,3 % — білих - 13,4 % — чорних або афроамериканців - 1,2 % — азіатів - 0,3 % — корінних американців - 7,6 % — осіб інших рас |

До двох чи більше рас належало 1,2 %. Частка іспаномовних становила 14,6 % від усіх жителів.
За віковим діапазоном населення розподілялося таким чином: 18,0 % — особи молодші 18 років, 61,5 % — особи у віці 18—64 років, 20,5 % — особи у віці 65 років та старші. Медіана віку мешканця становила 48,3 року. На 100 осіб жіночої статі у переписній місцевості припадало 101,1 чоловіків;  на 100 жінок у віці від 18 років та старших — 101,1 чоловіків також старших 18 років.
Середній дохід на одне домашнє господарство  становив 135 330 доларів США (медіана — 77 174), а середній дохід на одну сім'ю — 137 466 доларів (медіана — 90 391). Медіана доходів становила 82 917 доларів для чоловіків та 32 422 долари для жінок. За межею бідності перебувало 2,8 % осіб, у тому числі 0,0 % дітей у віці до 18 років та 5,9 % осіб у віці 65 років та старших.
Цивільне працевлаштоване населення становило 635 осіб. Основні галузі зайнятості: роздрібна торгівля — 18,1 %, будівництво — 17,0 %, мистецтво, розваги та відпочинок — 14,2 %, науковці, спеціалісти, менеджери — 13,5 %.